# Penela
Penela – miejscowość w Portugalii, leżąca w dystrykcie Coimbra, w regionie Centrum w podregionie Pinhal Interior Norte. Miejscowość jest siedzibą gminy o tej samej nazwie.

## Demografia
| Liczba ludności gminy Penela (1801–2014) | Liczba ludności gminy Penela (1801–2014) | Liczba ludności gminy Penela (1801–2014) | Liczba ludności gminy Penela (1801–2014) | Liczba ludności gminy Penela (1801–2014) | Liczba ludności gminy Penela (1801–2014) | Liczba ludności gminy Penela (1801–2014) | Liczba ludności gminy Penela (1801–2014) | Liczba ludności gminy Penela (1801–2014) | Liczba ludności gminy Penela (1801–2014) |
| ---------------------------------------- | ---------------------------------------- | ---------------------------------------- | ---------------------------------------- | ---------------------------------------- | ---------------------------------------- | ---------------------------------------- | ---------------------------------------- | ---------------------------------------- | ---------------------------------------- |
| 1801                                     | 1849                                     | 1900                                     | 1930                                     | 1960                                     | 1981                                     | 1991                                     | 2001                                     | 2004                                     | 2011                                     |
| 6 893                                    | 7 671                                    | 9 954                                    | 10 754                                   | 9 438                                    | 8 023                                    | 6 919                                    | 6 594                                    | 6 421                                    | 5 983                                    |

## Sołectwa
Sołectwa gminy Penela (ludność wg stanu na 2011 r.):
- Cumeeira – 1072 osoby
- Espinhal – 775 osób
- Podentes – 485 osób
- Rabaçal – 291 osób
- Santa Eufémia – 1760 osób
- São Miguel – 1600 osób